# Škodaverken
Škodaverken (tjeckiska Škodovy závody), i dag känt under namnet Škoda Transportation, är ett traditionsrikt verkstadsföretag i Tjeckien. Idag består tillverkningen av spårvagnar, ellok och trådbussar.

## Historik
Škodafabriken (Škodovy závody) grundades ursprungligen i Plzeň 1859 av Ernst von Waldstein och övertogs 1869 av hans anställde ingenjör Emil Škoda, som satte sitt namn på företaget. Škoda växte snabbt under 1800-talet till Österrike-Ungerns största vapenindustri. Under Emil Škodas ledning byggdes företaget upp som en stor vapentillverkare, och senare spreds verksamheten till andra tunga industriprodukter som lok, ångturbiner, flygplan, bilar och verktygsmaskiner. 
Škodaverken köpte 1924 biltillverkaren Laurin & Klement (L&K) i Mlada Boleslav och bilarna fick varumärket Škoda. De båda företagen skildes åt igen 1945, då Tjeckoslovakien blev en planekonomi men biltillverkningen fortsatte i Mlada Boleslav. Škoda Auto ingår idag i Volkswagen AG.
Efter Tjeckoslovakiens grundande blev Škodaverken även en betydande vapentillverkare, främst av kulsprutor, fältartilleri och kulsprutepistoler samt LT-35-stridsvagnar. Tillverkningen fortsatte efter den tyska ockupationen, även Hetzer tillverkades vid Skodaverken.
153 stycken BR 52-lok tillverkades för Deutsche Reichsbahn under den tyska ockupationen.
Efter andra världskriget förstatligades Skoda och koncernen splittrades, varvid bland annat flygplanstillverkningen i Prag och fabriker i Slovakien blev egna företag. Företaget verksamhet koncentrerades till export till Sovjetunionen och övriga Östblocket. Skoda tillverkade lokomotiv och kärnreaktorer. Från 1962 var företaget en välkänd tillverkare av trådbussar. 
Efter Sammetsrevolutionen privatiserades koncernen, men verksamheten kollapsade och restrukturerades sedan, varvid några fabriker lades ned. År 2000 skapades Škoda Holding. Under 1990-talet ägde företaget även Tatra och LIAZ. Under senare år flera verksamheter sålts ut och koncentration skett mot transportsektorn.
Skoda köpte hösten 2015 den finländska järnvägsvagns- och spårvagnstillverkaren Transtech Oy.

## Galleri

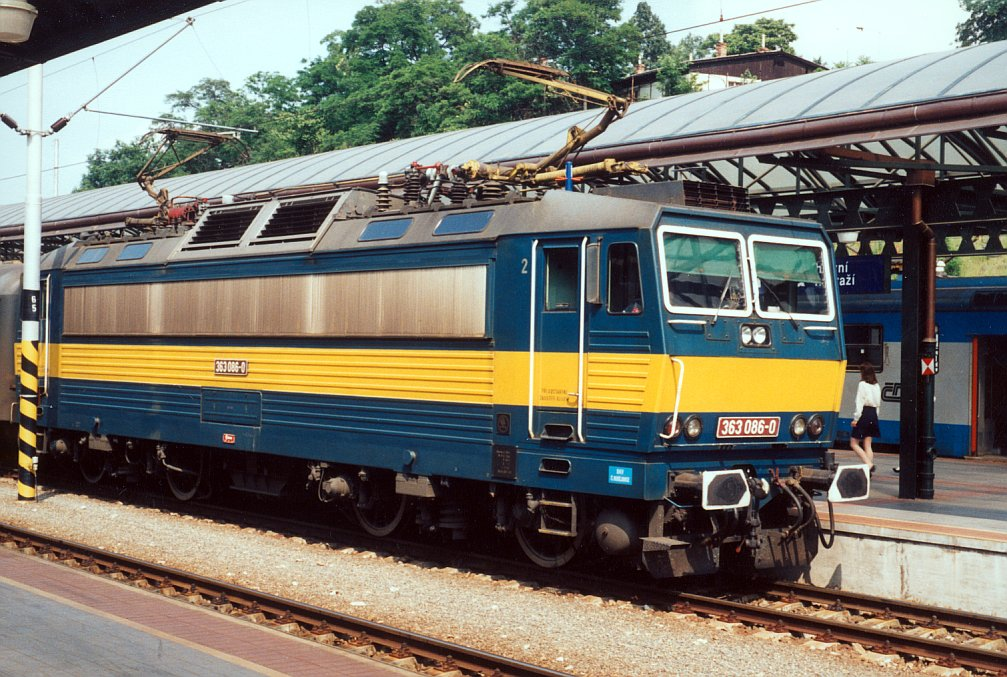
ES 499.1-lokomotiv
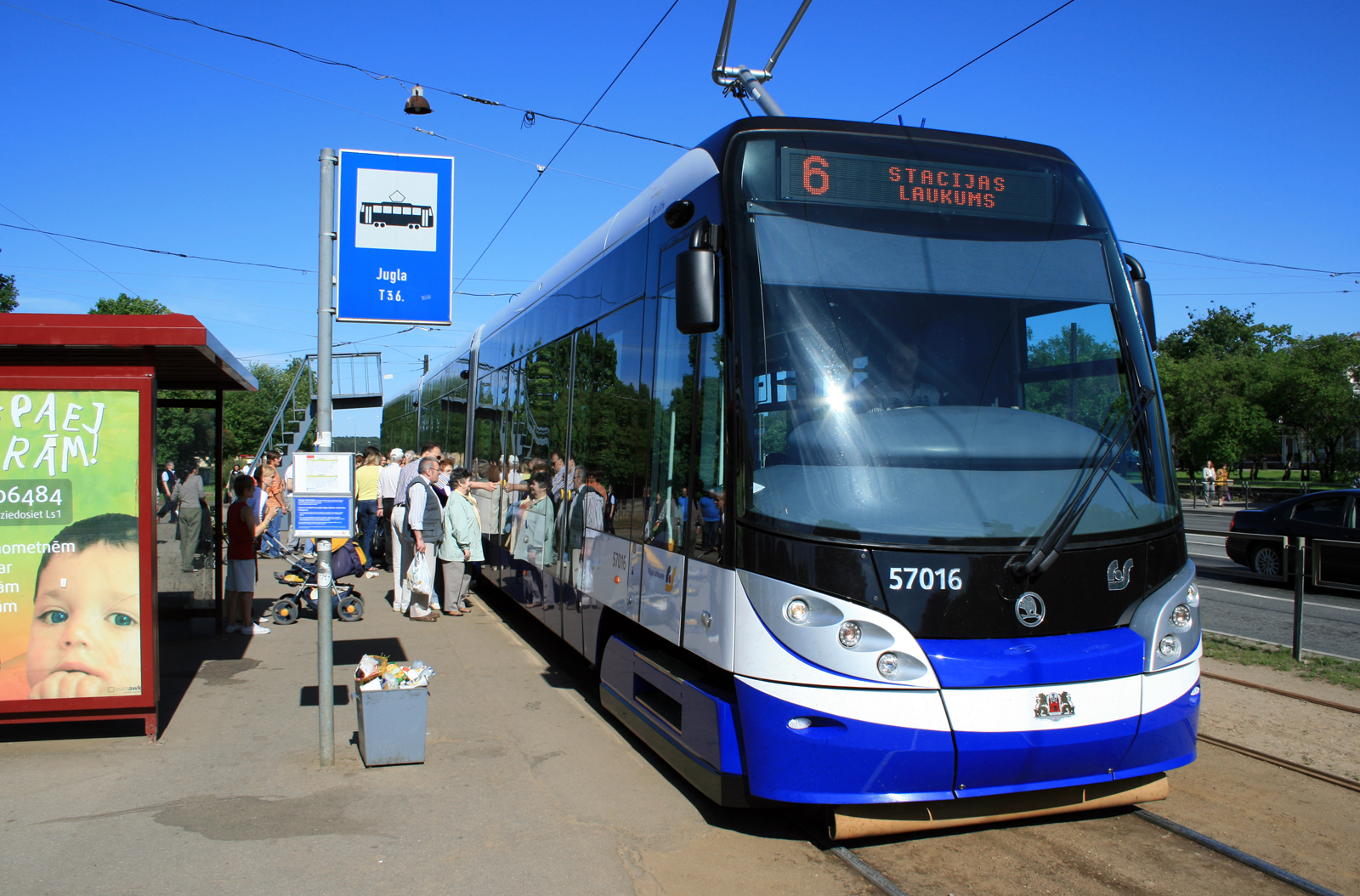
Spårvagnen Škoda 15T